# Bradysaurus baini
A Bradysaurus baini a hüllők (Reptilia) osztályának a Procolophonomorpha rendjébe, ezen belül a Pareiasauridae családjába és a Bradysaurinae alcsaládjába tartozó faj.

## Tudnivalók
A Bradysaurus baini nemének a típusfaja. A pofacsontja csak kissé volt kifejlődve. Az orr széles és kerek, mindkét állkapcsában 15-16 darab egymásba illő fogpár ül. Az állat könnyen tekinthető a pareiasauridok ősi alakjának. 1997-ben, Lee szerint, a Bradysaurus baini maradványnak nincs elég meghatározó vonása.

## Lelőhely
A Bradysaurus baini maradványt a Tapinocephalus rétegben, az Alsó Beaufort kőzetben találták meg. Ez a dél-afrikai Karoo-medencében van.

## Képek

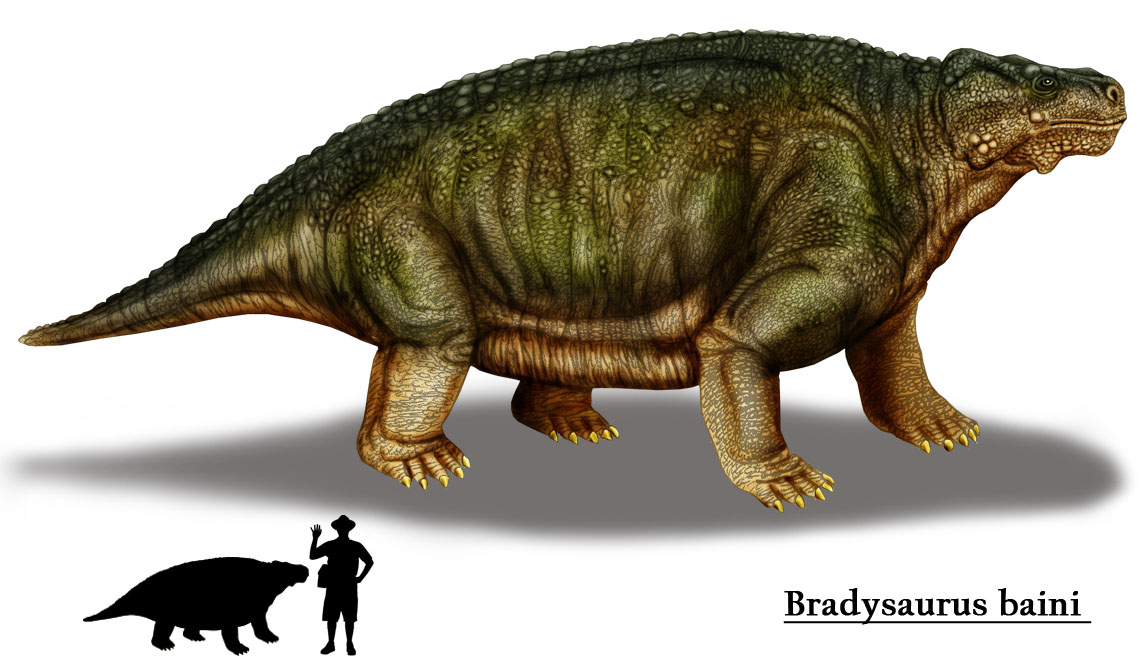
A B. baini méretének összehasonlítása az emberhez viszonyítva
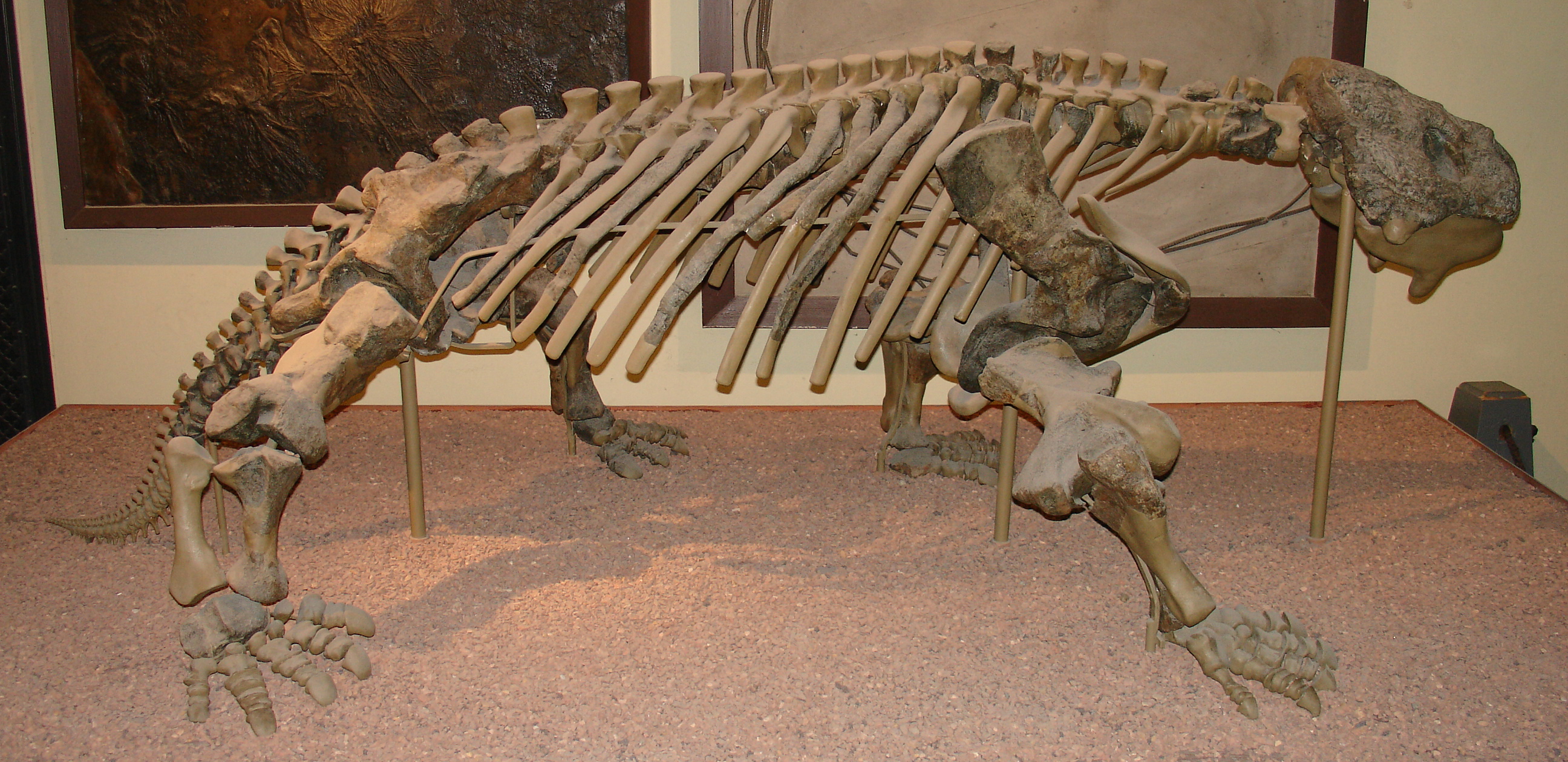
Csontvázai
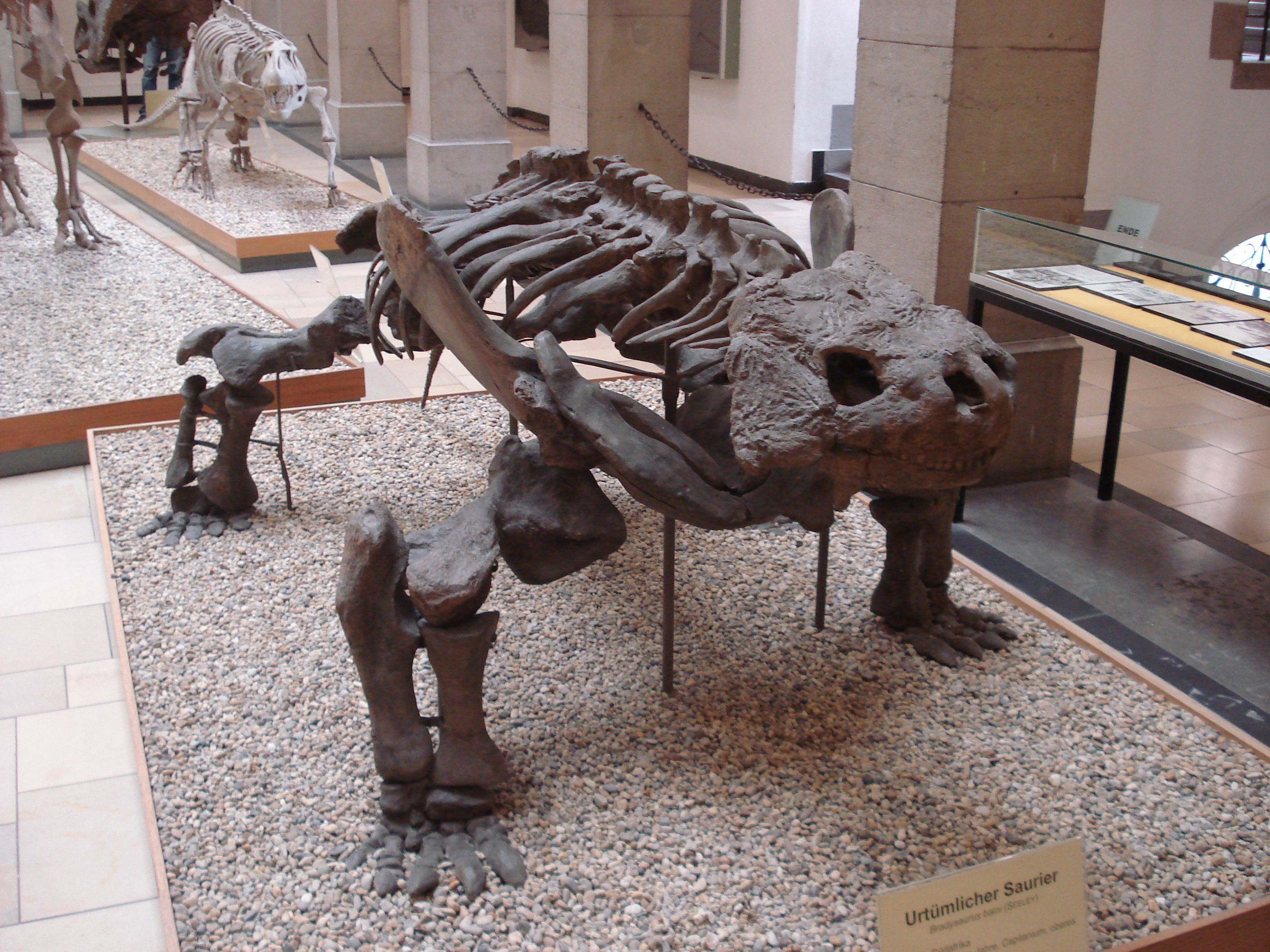
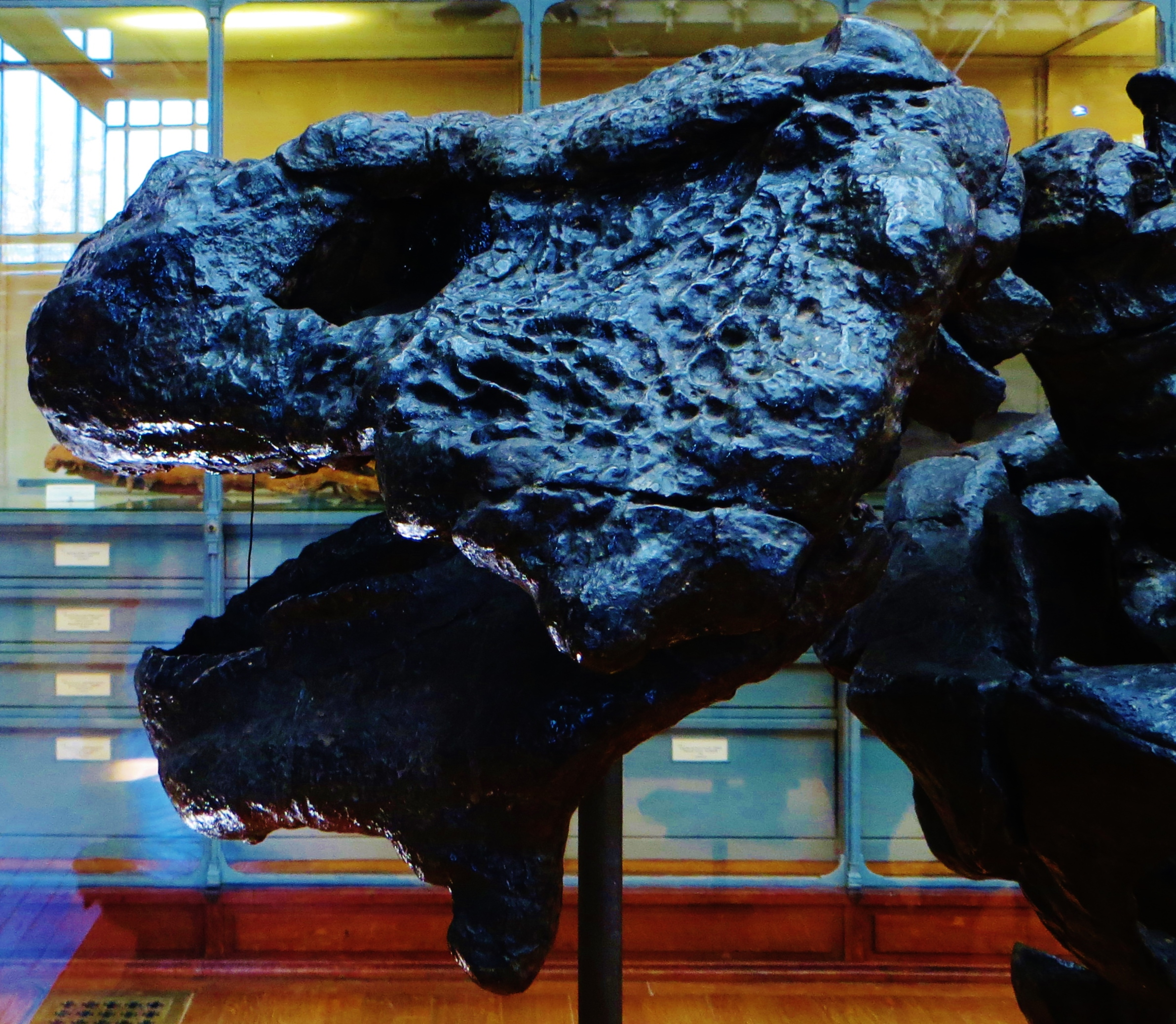
Koponyája